# Bill Odenkirk

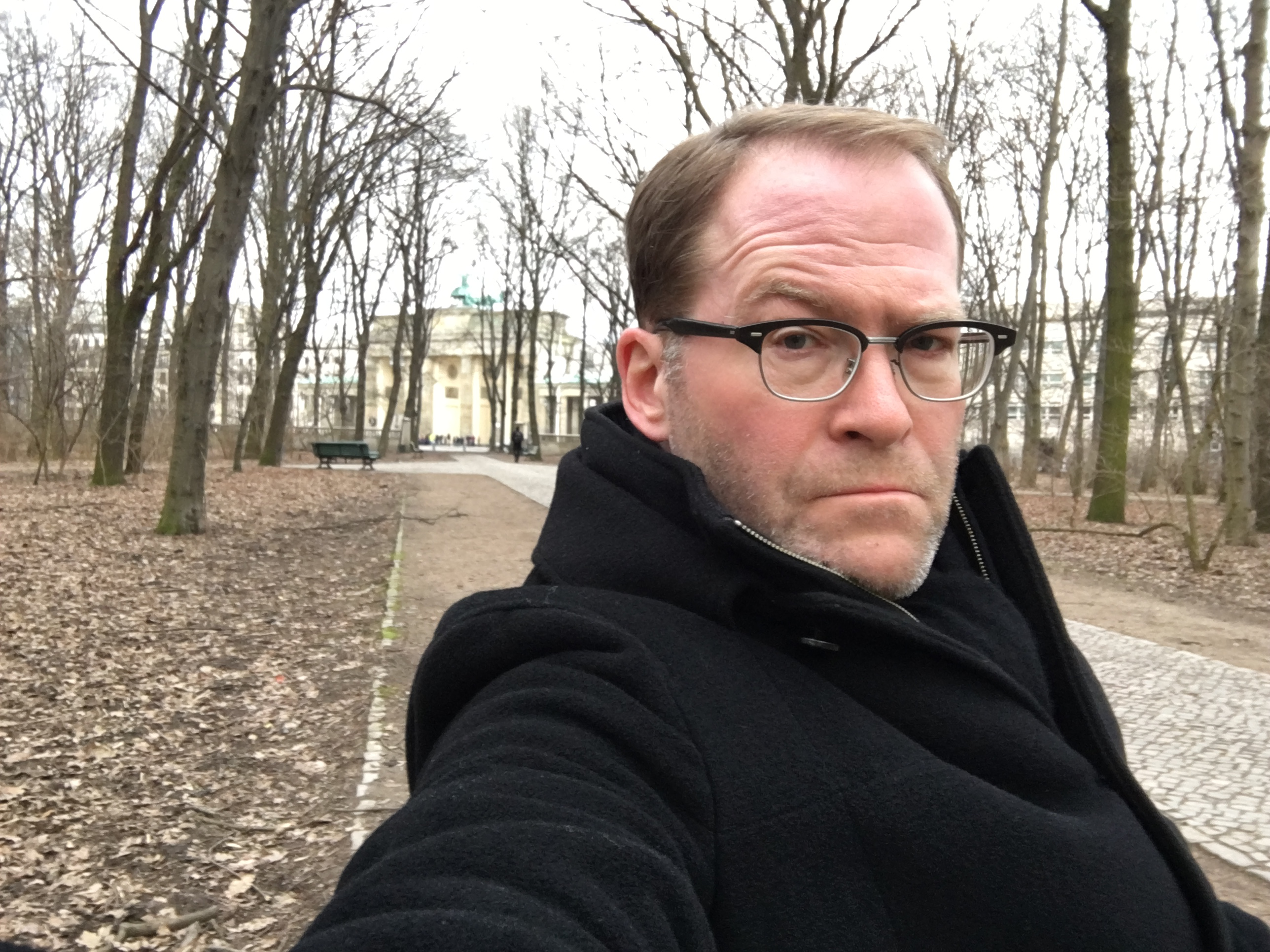
Bill Odenkirk, 2017

Bill Odenkirk (* 13. Oktober 1965 in Naperville, Illinois) ist ein US-amerikanischer Drehbuchautor und Produzent. Er schrieb beispielsweise Skripte von Die Simpsons und Futurama, bei denen er auch als Produzent beteiligt war. Zusammen mit anderen Autoren wurde er in der Kategorie Comedy series für den Writers Guild of America Award 2009 nominiert. Ferner gewann er drei Mal einen Emmy.
Er hat einen älteren Bruder, Bob Odenkirk, welcher als Komiker und Schauspieler bekannt ist.